# Halo pléochroïque

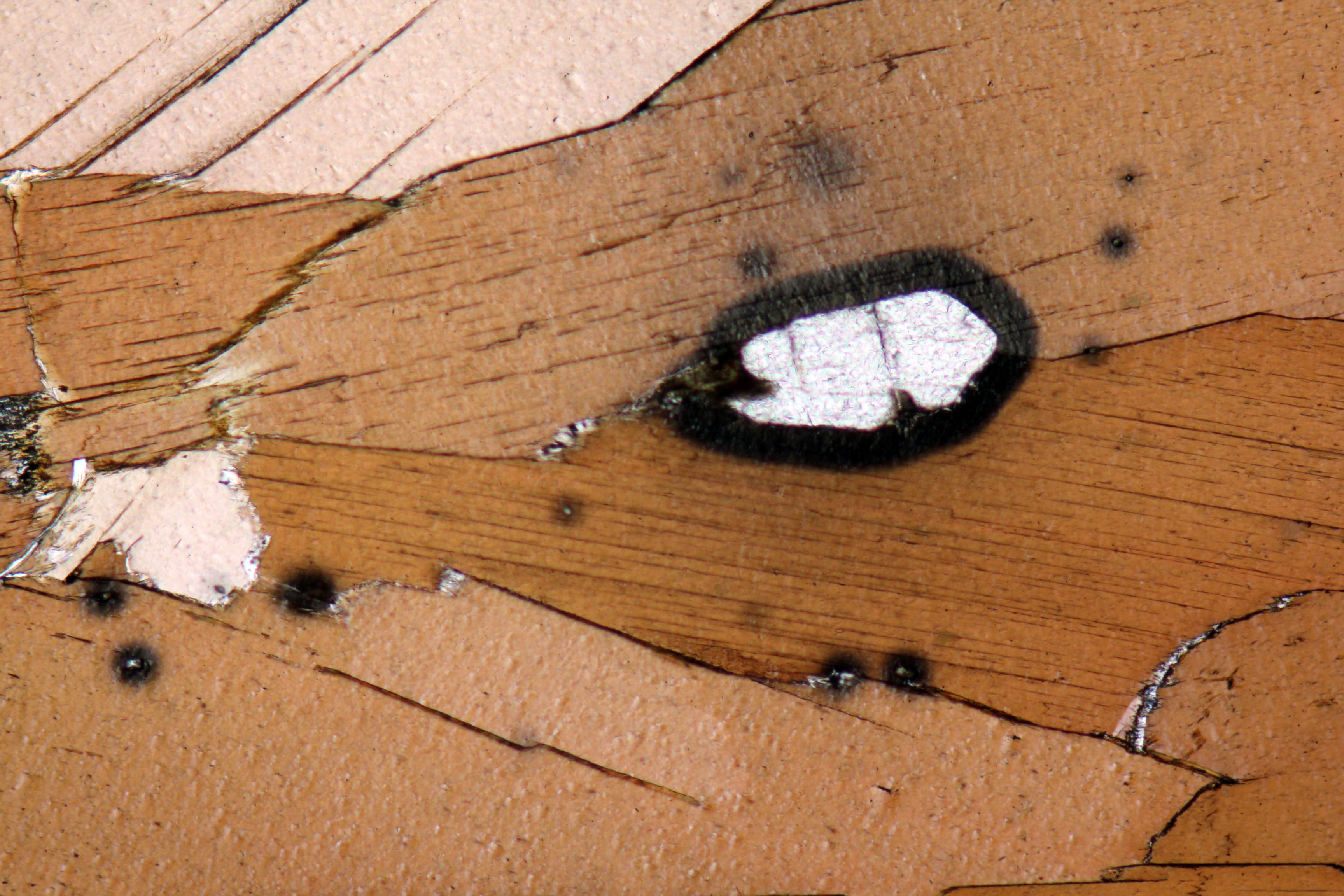
Halo pléochroïque de cristaux de zircons dans un échantillon de biotite

Un halo pléochroïque, (radiohalo en anglais), est une zone microscopique sphérique de décoloration par (pléochroïsme) dans des minéraux comme la biotite qu'on trouve dans les granites et autres roches magmatiques. Le halo est une zone de dégradation radioactive causée par une inclusion de petits cristaux radioactifs dans la structure du cristal. Ces inclusions se retrouvent typiquement dans le zircon, l'apatite, ou la titanite, matériaux qui peuvent insérer de l'uranium ou du thorium au sein même de leurs structures cristallines. Une explication est que la décoloration est causée par des particules alphas émises par le noyau atomique ; le rayon des sphères concentriques est proportionnel à l'énergie des particules.

## Production
L'uranium 238 se désintègre suivant une chaîne de désintégration en passant par les éléments atomiques thorium, radium, radon, polonium, et plomb. Ce sont des isotopes émetteurs alpha. (Du fait de leur distribution d'énergie continue et plus large, les particules β ne peuvent pas former des anneaux distincts.)
| Isotope | Demi-vie            | Energie (MeV) |
| ------- | ------------------- | ------------- |
| 238U    | 4,47 × 109 ans      | 4,196         |
| 234U    | 2,455 × 105 ans     | 4,776         |
| 230Th   | 75 400 ans          | 4,6876        |
| 226Ra   | 1 599 ans           | 4,784         |
| 222Rn   | 3,823 jours         | 5,4897        |
| 218Po   | 3,04 minutes        | 5,181         |
| 214Po   | 163,7 microsecondes | 7,686         |
| 210Po   | 138,4 jours         | 5,304         |
| 206Pb   | stable              | 0             |

Les caractéristiques finales d'un halo pléochroïque dépendent de l'isotope d'origine. La taille de chaque anneau dépend de l'énergie de désintégration alpha. Un halo pléochroïque formé par 238U a théoriquement huit anneaux concentriques, dont cinq peuvent effectivement être distingués au microscope usuel, alors qu'un halo de polonium a seulement 1, 2 ou 3 anneaux suivant l'isotope d'origine.
Dans les halos de 238U, 234U et 226Ra coïncident avec celui de 230Th pour former un seul anneau ; les anneaux de 222Rn et 210Po se confondent également. Ces anneaux ne peuvent pas être différenciés au microscope pétrographique (polarisant).